# (2987) Sarabhai
(2987) Sarabhai es un asteroide perteneciente al cinturón de asteroides, descubierto el 24 de septiembre de 1960 por Cornelis Johannes van Houten en conjunto a su esposa también astrónoma Ingrid van Houten-Groeneveld y el astrónomo Tom Gehrels desde el Observatorio del Monte Palomar, Estados Unidos.

## Designación y nombre
Designado provisionalmente como 4583 P-L. Fue nombrado Sarabhai en homenaje al físico hindú Vikram Sarabhai.